# Постійні представники Азербайджану при Організації Об'єднаних Націй
Постійні представники Азербайджану при Організації Об'єднаних Націй — офіційні посадові особи, які представляють Азербайджану в усіх органах Організації Об'єднаних Націй.

## Азербайджан в ООН
Азербайджан приєднався до Організації Об'єднаних Націй після ухвалення резолюції 46/230 2 березня 1992 року на 82 пленарному засіданні 46 пленарної сесії Генеральної Асамблеї ООН. Постійне представництво Азербайджану при ООН було відкрито 6 травня 1992 року. 

## Постійні представники Азербайджану при ООН
1. Гасан Гасанов (1992—1993)
2. Яшар Алієв (1993-1994) т.п.
3. Ельдар Кулієв (1994—2001)[2]
4. Яшар Алієв (2001—2002) т.п.
5. Яшар Алієв (2002—2006)
6. Агшин Мехтєєв (2006—2014)[3]
7. Яшар Алієв (з 2014)[4]